# Moreruela de los Infanzones
Moreruela de los Infanzones est une municipalité espagnole de la communauté autonome de Castille-et-León et de la province de Zamora. En 2021, elle compte 325 habitants.